# Nello Vegezzi
Giuseppe Vegezzi detto Nello (Piacenza, 3 dicembre 1929 – Turro, 6 giugno 1993) è stato un poeta, regista, pittore e scultore italiano.

## Biografia
Nello Vegezzi nasce a Piacenza nel 1929. Nel 1948 consegue la maturità classica e si iscrive alla Facoltà di Medicina di Parma.
Dal 1954 coltiva una passione per il cinema; tra i suoi autori preferiti Dziga Vertov, Carl Theodor Dreyer, Sergej Ėjzenštejn. Questa passione lo porterà ad abbandonare l'università per trasferirsi a Parigi per studiare presso l'Institut de Haute Etudes du Cinema, dove si diplomerà nel 1958 in regia.
Tornato in Italia, intraprende a Roma la sua esperienza di aspirante regista, dedicandosi alla stesura di sceneggiature, copioni, progetti. Nel 1962 una sua sceneggiatura trova l'interesse di un produttore e inizia a girare Katarsis, film horror ispirato al Faust. La produzione però si rivela fragile e fallisce e il film non avrà distribuzione nella versione originale ma in una versione apocrifa modificata dai produttori, con il titolo di Sfida al diavolo. Dopo questa esperienza negativa, Vegezzi cade in una grande depressione, cui seguiranno anni di solitudine e melanconia.
Torna a Piacenza nel 1965 e trova nella poesia e nella pittura nuove forme di esperienza ed espressione e, a partire dal 1968 partecipa attivamente agli anni della contestazione, diventandone un simbolo nella sua città. 
Nel 1969 esce il suo primo libro, Dal dissenso alla esteterotica, in cui assume posizioni fortemente anticapitalistiche e antimperialistiche, schierandosi, in sintonia con le teorie di Marcuse e Wilhelm Reich, per la "rivoluzione sessuale" e per il cambiamento radicale della società. Il libro subisce un processo per oscenità e viene provvisoriamente ritirato dalle librerie; in difesa del poeta intervengono, con giudizi critici e testimonianze, Pier Paolo Pasolini, Andrea Zanzotto, Dacia Maraini, Francesco Leonetti, Giambattista Vicari.
Nel 1971 presso la Libreria Romagnosi di Piacenza si tiene la prima mostra delle opere pittoriche e scultoree di Vegezzi, nella quale vengono esposte le "accattoplastiche", sculture realizzate con materiali di fortuna o di recupero, come rami, radici, pezzi di metallo.
Negli anni settanta pubblica Le radici dell'esserci (1972), Libro aperto (1977) e Una estate un inverno (1978), raccolte di poesie in cui riprende le tematiche già trattate nel primo libro, aggiungendovi liriche idilliache e ispirate alla natura e alla vita di campagna.
Negli anni ottanta escono Un amore così (1984) e La terra ed io (1986), precedute nel 1981 dalla ristampa di Dal dissenso all'esteterotica. Nel 1982 allestisce nei giardini della Galleria d'arte moderna Ricci Oddi, a Piacenza, il Labirinto della 'Topotopatopoerotica, una performance ironica e allusiva alla necessaria erotizzazione dei rapporti umani e sociali. Prima della mostra, un folto gruppo di amici, conoscenti e appassionati, recanti con sé le sculture di topi e tope, dà vita a un corteo per il centro storico, che giunse fino al cuore della città, Piazza Cavalli, dove viene messa in scena una danza erotico-musicale, scandita dalla lettura delle poesie di Vegezzi.
Nel 1992 il critico ed editore Vanni Scheiwiller, che già pubblicò alcune poesie di Vegezzi ne I quaderni del Quagliodromo del 1974, pubblica una raccolta antologica delle poesie di Nello scritte tra il 1967 e il 1991, Le radici dell'esserci e altre poesie scelte.
Nello Vegezzi muore nella notte tra il 5 e il 6 giugno 1993 investito da un'automobile mentre si reca a Turro, frazione di Podenzano, suo paese natio nella provincia piacentina.

## Opere
- Dal dissenso all'esteterotica, tip. A.G.R. Piacenza, 1969
- Le radici dell'esserci, con alcuni giudizi di Pier Paolo Pasolini, Andrea Zanzotto, Dacia Maraini, Giambattista Vicari, Francesco Leonetti, tip. A.G.R., 1972
- Il Quagliodromo, a cura di Ludovico Mosconi, Scheiwiller, Milano 1975
- Libro aperto, introduzione di Franco Toscani, ed. Gianni Zambianchi, Piacenza 1977
- Una estate un inverno, introduzione di Franco Toscani, stampato in proprio, Piacenza 1978
- Un amore così, dattiloscritto, Piacenza, 1984
- La terra ed io, introduzione di Franco Toscani, dattiloscritto, Piacenza 1986
- Il fiore di Anna, dattiloscritto, Piacenza 1990
- Le radici dell'esserci e altre poesie scelte 1967-1990, a cura di Vanni Scheiwiller, All'insegna del pesce d'oro Milano 1992
- La terra, introduzione di Alfonso Berardinelli, ed. Vicolo del Pavone, Piacenza 1994
- Terra e carne d'amore, a cura di Franco Toscani e Gianni Zambiani, Grafic Art editrice, Piacenza 1995
- Tam tam la vita, la morte, l'amore, poesie edite e inedite 1966-1993, prefazione di Andrea Cortellessa, a cura di F.Toscani, G.Zambianchi, A.G.Vegezzi, Diabasis, Reggio Emilia 2009

## Filmografia
- Sfida al diavolo (1963)